# Championnat de Yougoslavie de football 1950
Navigation
Saison précédente Saison suivante
La saison 1950 du Championnat de Yougoslavie de football était la vingt-et-unième édition du championnat de première division en Yougoslavie. Les dix meilleurs clubs du pays prennent part à la compétition et sont regroupés en une poule unique où ils affrontent deux fois leurs adversaires, à domicile et à l'extérieur. En fin de saison, pour faire passer le championnat de 10 à 12 équipes, les deux derniers du classement sont relégués et remplacés par les quatre meilleures formations de D2.
C'est le club du Hajduk Split qui remporte la compétition, en terminant en tête du classement final du championnat, avec deux points d'avance sur un duo composé de l'Étoile rouge de Belgrade et du tenant du titre, le Partizan Belgrade. C'est le 3e titre de champion de Yougoslavie de l'histoire du club.

## Les clubs participants
- Partizan Belgrade
- Dinamo Zagreb
- Étoile rouge de Belgrade
- Hajduk Split
- BSK Belgrade[1]
- Nasa Krila Zemun
- Lokomotiva Zagreb
- Buducnost Titograd
- FK Sarajevo - Promu de D2
- Spartak Subotica - Promu de D2

## Compétition

### Classement
Le classement est effectué en utilisant le barème classique (victoire à 2 points, match nul un point, défaite zéro point).
| Rang | Équipe                       | Pts | J  | G  | N | P  | Bp | Bc | Diff |
| ---- | ---------------------------- | --- | -- | -- | - | -- | -- | -- | ---- |
| 1    | Hajduk Split                 | 28  | 18 | 10 | 8 | 0  | 28 | 13 | +15  |
| 2    | Étoile rouge de Belgrade (C) | 26  | 18 | 12 | 2 | 4  | 44 | 18 | +26  |
| 3    | Partizan Belgrade (T)        | 26  | 18 | 12 | 2 | 4  | 46 | 19 | +27  |
| 4    | Dinamo Zagreb                | 22  | 18 | 9  | 4 | 5  | 23 | 17 | +6   |
| 5    | FK Sarajevo (P)              | 17  | 18 | 7  | 3 | 8  | 30 | 27 | +3   |
| 6    | Naša Krila Zemun             | 14  | 18 | 5  | 4 | 9  | 18 | 29 | -11  |
| 7    | BSK Belgrade                 | 14  | 18 | 4  | 6 | 8  | 19 | 32 | -13  |
| 8    | Lokomotiva Zagreb            | 13  | 18 | 4  | 5 | 9  | 18 | 28 | -10  |
| 9    | Spartak Subotica (P)         | 10  | 18 | 3  | 4 | 11 | 15 | 29 | -14  |
| 10   | Buducnost Titograd           | 10  | 18 | 3  | 4 | 11 | 15 | 44 | -29  |

|  | Champion de Yougoslavie 1950                                                                      |
|  | Relégation directe en deuxième division                                                           |
|  | (T) : Tenant du titre (C) : Vainqueur de la Coupe de Yougoslavie (P) : Promu de deuxième division |

- Le club de Nasa Kruila Zemun est dissous en fin de saison.

## Bilan de la saison
| Championnat de Yougoslavie de football 1950                             |                            |
| Champion                                                                | Hajduk Split (3e titre)    |
| Coupes et trophées                                                      |                            |
| Vainqueur de la Coupe de Yougoslavie 1950                               | Étoile rouge de Belgrade   |
| Promotions et relégations                                               |                            |
| Promus en Prva Liga                                                     | FK Vojvodina Novi Sad      |
| Promus en Prva Liga                                                     | Napredak Krusevac          |
| Promus en Prva Liga                                                     | FK Mačva Šabac             |
| Promus en Prva Liga                                                     | NK Zagreb                  |
| Relégués en Championnat de Yougoslavie de football de deuxième division | Buducnost Titograd         |
| Relégués en Championnat de Yougoslavie de football de deuxième division | Nasa Krila Zemun (dissous) |